# Mevrouw Baktaart
Mevrouw Baktaart, in het Engels Bentina Beakley of Mrs. Beakly, is een personage uit de Disney-tekenfilmserie DuckTales. 

## Kenmerken
Mevrouw Baktaart is een stevige, wat oudere dame met opgestoken grijze haren. Ze is gezellig in de omgang, maar wanneer dat nodig is, kan ze ook streng zijn voor de kinderen, en zelfs voor haar werkgever Dagobert Duck. Ze doet het huishouden en assisteert Dagoberts butler Van Stoetenwolf bij zijn schoonmaakwerk. Ze is graag in de keuken in de weer.

## Verhaallijnen
Ze is door Dagobert Duck ingehuurd als oppas voor zijn achterneefjes Kwik, Kwek en Kwak, die in de tekenfilmserie bij hem inwonen. Hierom wonen zij en haar kleindochter Webby (vroeger Lizzy) eveneens in de villa van Dagobert. Wanneer hun oom en eigenlijke voogd Donald een baan krijgt bij de marine, en daardoor niet meer genoeg tijd heeft voor hun opvoeding, brengt hij Kwik, Kwek en Kwak onder de hoede van hun oudoom Dagobert. Deze vindt dat in eerste instantie maar niets, maar al gauw raakt hij aan de drie gehecht en gaat op zoek naar een oppasjuffrouw.
Van alle sollicitanten blijkt alleen Mevrouw Baktaart in staat Kwik, Kwek en Kwak uit elkaar te houden. Aangezien zij bereid is te werken voor enkel kost-en-inwoning voor haar en haar kleindochter Webby, heeft Dagobert zijn keuze snel gemaakt. Alhoewel de neefjes aanvankelijk niets van Mevrouw Baktaart en Webby moeten hebben, zien ze al gauw in dat Dagobert de juiste persoon heeft aangenomen.

## Stem
Voor de originele, Engelstalige versie van DuckTales werd haar stem ingesproken door Joan Gerber. In de Nederlandse nasynchronisatie nam actrice en zangeres Nelleke Burg de stem van mevrouw Baktaart voor haar rekening. In de DuckTales-serie van 2017 werd de stem van Mevrouw Baktaart in het Nederlands gedaan door Marjolein Algera en Hymke de Vries, en in het Engels door Toks Olagundoye.